# Geranomyia brasiliensis
Geranomyia brasiliensis is een tweevleugelige uit de familie steltmuggen (Limoniidae). De soort komt voor in het Neotropisch gebied.